# 氣山站
氣山站（日语：／ Kiyama eki */?）是位於福井縣三方上中郡若狹町，屬於西日本旅客鐵道（JR西日本）的小濱線車站。

## 歷史
- 1961年（昭和36年）8月1日 - 小濱線三方站至美濱站之間開設此站。為旅客車站。
- 1987年（昭和62年）4月1日 - 伴隨國鐵分割民營化，車站由西日本旅客鐵道（JR西日本）營運。

## 車站構造
本站是地面車站，設有1面1線單式月台。往敦賀方向的列車會開啟右邊車門，前往東舞鶴方向和敦賀方向的列車使用同一月台。此站是由敦賀地域鐵道部管理的無人車站，站内沒有設置站房和自動售票機等設施，月台上設有候車室。車站廁所在2001至2002年之間翻新，並在2008年於本站出入口處設置斜道。

## 使用狀況
根據「福井縣統計年鑑」，在2018年（平成30年）度1日平均乘車人次為301人。大部半乘客都是來自附近的高校學生，在上學時段會有較多乘客使用車站。
以下各為年度1日平均乘車人次列表：
| 年度   | 1日平均 乘車人次 |
| ------ | ---------------- |
| 1997年 | 432              |
| 1998年 | 399              |
| 1999年 | 378              |
| 2000年 | 355              |
| 2001年 | 335              |
| 2002年 | 329              |
| 2003年 | 325              |
| 2004年 | 299              |
| 2005年 | 276              |
| 2006年 | 285              |
| 2007年 | 289              |
| 2008年 | 301              |
| 2009年 | 299              |
| 2010年 | 279              |
| 2011年 | 265              |
| 2012年 | 278              |
| 2013年 | 302              |
| 2014年 | 307              |
| 2015年 | 298              |
| 2016年 | 304              |
| 2017年 | 296              |
| 2018年 | 301              |

## 車站周邊
- 國道27號
- 福井縣道244號三方五湖公園線（日语：福井県道244号三方五湖公園線）
- 福井縣立美方高等學校（日语：福井県立美方高等学校） - 東北方約300米。
- 氣山保育所
- 福井縣立嶺南東特別支援學校
- 湖山美方醫院（日语：レイクヒルズ美方病院）
- 宇波西神社（日语：宇波西神社）
- 實泉院
- 久久子湖（三方五湖之一）

## 相鄰車站
西日本旅客鐵道（JR西日本）
■小濱線
三方－氣山－美濱

## 注腳
1. ↑  福井県統計年鑑 （页面存档备份，存于）（日語）
2. ↑   (PDF). 福井県.   [2020-05-10]. （原始内容存档 (PDF)于2021-11-03） （日语）.

## 外部連結
- 氣山｜車站資訊：JR出門網 - 西日本旅客鐵道（日語）